# Walter Scheel
Walter Scheel (8. července 1919, Solingen – 24. srpna 2016, Bad Krozingen) byl německý politik, člen liberální strany FDP (Freie Demokratische Partei), v letech 1974–1979 prezident Spolkové republiky Německo.

## Politické funkce
Před rokem 1945 byl členem v nacistické NSDAP. Roku 1946 vstoupil do FDP, v letech 1968–1974 byl předsedou této strany. Zatímco jeho předchůdce Erich Mende stranu držel hodně vpravo, Scheel ji posunul více do středu, čímž umožnil vznik Brandtovy vlády na formátu vládní koalice sociální demokracie (SPD) a FDP. Po aféře Guillaume byl v čele strany vystřídán Hansem Dietrichem Genscherem.
V letech 1961–1966 byl ministrem hospodářství NSR (ve čtvrté a páté vládě Konrada Adenauera a první a druhé vládě Ludwiga Erharda), v letech 1969–1974 ministrem zahraničí NSR a vicekancléřem (v první a druhé vládě Willyho Brandta) a roku 1974, po rezignaci Willyho Brandta (po vypuknutí tzv. aféry Guillaume), byl krátce pověřen výkonem funkce spolkového kancléře. V letech 1974–1979 pak zastával funkci prezidenta Západního Německa.
V letech 1958–1969 byl také poslancem Evropského parlamentu.

## Vyznamenání
- rytíř velkokříže Řádu Isabely Katolické, Španělsko, 1970
- rytíř velkokříž Řádu zásluh o Italskou republiku, Itálie, 15. září 1971[3]
- velkokříž Záslužného řádu Spolkové republiky Německo, Německo, 1973[4]
- rytíř velkokříže s řetězem Řádu Isabely Katolické, Španělsko, 1977
- velkokříž s řetězem Řádu svatého Jakuba od meče, Portugalsko, 9. května 1978[5]
- rytíř Řádu Serafínů, Švédsko, 6. března 1979
- Řád za zásluhy Severního Porýní-Vestfálska, Severní Porýní-Vestfálsko, 2009